# Anthony Knockaert
Anthony Knockaert (* 20. November 1991 in Roubaix) ist ein französischer Fußballspieler.

## Vereinskarriere
Knockaert begann seine Profikarriere in der Saison 2010/11 beim französischen Drittligisten EA Guingamp. Er bestritt in seiner Debütsaison 24 Ligaspiele (zwei Treffer) und stieg mit seiner Mannschaft als Tabellendritter in die zweite Liga auf. Die Saison 2011/12 beendete der Aufsteiger auf dem siebten Tabellenrang. Knockaert zeichnete sich mit elf Ligatreffern als bester Torschütze seiner Mannschaft aus.
Am 8. August 2012 wechselte der 20-jährige Knockaert zum englischen damaligen Zweitligisten Leicester City und unterzeichnete einen Dreijahresvertrag. In der Football League Championship 2012/13 benötigte er wenig Anpassungszeit und erzielte acht Ligatreffer. Am letzten Spieltag der regulären Saison erzielte er in der Nachspielzeit den 3:2-Siegtreffer im Spiel bei Nottingham Forest, der seiner Mannschaft den Einzug in die Play-offs sicherte. Im Halbfinale der Play-offs verschoss er im Rückspiel beim FC Watford in der siebten Minute der Nachspielzeit einen Foulelfmeter; der FC Watford erzielte im Gegenzug den Treffer zum 3:1 und zog dadurch ins Finale ein.
Im Sommer 2015 ging Knockaert zum belgischen Erstligisten Standard Lüttich und erhielt einen Vertrag für vier Jahre. In der Winterpause 2015/16 wechselte er zum englischen Zweitligisten Brighton & Hove Albion. Er war maßgeblich am Premier-League-Aufstieg beteiligt und wurde in die Zweitligamannschaft der Saison 2016/17 gewählt. Nach zwei Jahren in der Premier League wurde er für die gesamte Saison 2019/20 an den Zweitligisten FC Fulham mit abschließender Kaufoption ausgeliehen. Nach dem Aufstieg nutzten die „Cottagers“ diese, liehen Knockaert jedoch Mitte Oktober 2020 bis Januar 2021 an den Zweitligisten Nottingham Forest aus. Das Leihgeschäft wurde anschließend bis zum Ende der Saison 2020/21 verlängert.
Im September 2022 wurde er bis zum Ende der Saison 2022/23 zum griechischen Erstligisten Volos NFC ausgeliehen.

## Französische Nationalmannschaft
Der zuvor bereits in der U-20-Auswahl eingesetzte Knockaert debütierte am 10. September 2012 in der französischen U-21-Nationalmannschaft bei einem 4:0-Heimsieg über Chile und erzielte dabei seinen ersten Treffer für die U-21.

## Titel/Auszeichnungen
Persönliche Ehrungen
- PFA Team of the Year: Saison 2016/17 (Championship)
- Spieler des Monats (England): April 2016 (Championship)